# Kalotermes flavicollis
Espèce
Synonymes
- Calotermes flavicollis (Fabricius, 1793)[2]

Kalotermes flavicollis ou termite à cou jaune ou termite flavicolle est une espèce de termites de la famille des Kalotermitidae. Il habite les vignobles et  les vieux arbres des côtes méditerranéennes. Il pénètre rarement dans les maisons.